# Kaleidoscope (álbum de Siouxsie & the Banshees)
Kaleidoscope es el tercer álbum de estudio de la banda británica de rock Siouxsie And The Banshees, lanzado a través de Polydor Records en 1980. Después de la marcha de dos de los miembros originales (el guitarrista John McKay y el batería Kenny Morris), la banda se reagrupó y redireccionaron su sonido. Apartándose de sus trabajos anteriores, The Banshees incorporaron sintetizadores y cajas de ritmo para esta ocasión. Probaron con la música electrónica en varios temas, el electro-dance minimalista "Red Light" y el tema marcado por sintetizadores "Lunar Camel". Kaleidoscope también supone el debut del guitarrista John McGeoch, proveniente de la banda Magazine, y del batería Budgie, de The Slits. El disco llegó al puesto número cinco de la lista británica de álbumes, siendo el puesto más alto conseguido hasta la fecha.

## Lista de canciones
Todas las canciones compuestas por Sioux y Severin, excepto donde se indique lo contrario. 

### Lanzamiento original
1. "Happy House" - 3:53
2. "Tenant" - 3:43
3. "Trophy" (Sioux/Severin/McGeoch) - 3:20
4. "Hybrid" - 5:33
5. "Clockface" - 1:55
6. "Lunar Camel" - 3:03
7. "Christine" - 3:01
8. "Desert Kisses" - 4:16
9. "Red Light" - 3:23
10. "Paradise Place" - 4:36
11. "Skin" - 3:50

### Versión remasterizada 2006
- Las siguientes pistas adicionales

1. "Christine" (demo version)
2. "Eve White/Eve Black" (demo version)
3. "Arabia (Lunar Camel)" (demo version)
4. "Sitting Room" (unreleased track)
5. "Paradise Place" (demo version)
6. "Desert Kisses" (demo version)
7. "Hybrid" (demo version)
8. "Happy House" (demo version)
9. "Israel" (7" Cara A)

## Personal
- Siouxsie Sioux: voz, guitarra eléctrica y acústica.
- Steven Severin: bajo, guitarra, voz, caja de ritmos, piano, sintetizadores, sitar.
- Budgie: batería, armónica, bajo, percusión.
- John McGeoch: guitarra, ellaphone, saxofón, órgano, sitar.
- Steve Jones: guitarra líder en "Clockface", "Paradise Place" y "Skin".
- Nigel Gray, Siouxsie And The Banshees: producción